# Weißwasser
Weißwasser (în limba sorabă de sus Běła Woda) este un oraș din landul Saxonia, Germania.